# Valle d'Aosta
Valle d'Aosta (na hrvatskom: Dolina Aosta ili Dolina Aoste, arpitanski: Val d'Outa, francuski: Vallée d'Aoste, talijanski: Valle d'Aosta) je planinska regija u sjeverozapadnoj Italiji. Graniči s Francuskom na zapadu, Švicarskom na sjeveru i regijom Pijemont na jugu. Regija ima poseban autonomni status u Italiji i čini zasebnu pokrajinu Italije. Glavni grad regije je Aoste (talijanski: Aosta).

## Povijest
Ova stara rimska kolonija je prvo postala dio Burgundijskog Kraljevstva, pa dio Savoje, da bi se integrirala u Italiju 1860. U vremenu od 1800. do 1814. bila je dio Francuskog Carstva i imala je status arondismana u departmanu Doire.
Ova dolina se dugo vremena nalazila na važnom vojnom i trgovačkom području između Francuske, Švicarske i Italije. Aoste ili mali Rim u Alpama je grad u kojem se nalaze vrlo očuvani važni spomenici njegove bogate povijesti, kao:
- nekropola Svetog Martina od Corléansa
- Augustusov slavoluk pobjede
- pretorijanska vrata
- antički teatar koji može primiti 4.000 gledatelja.

Kroz dolinu su prije često prolazili hodočasnici na svom putu prema Rimu.

## Zemljopis
Regija je svoje ime dobila po gradu Aosti, ovo je najmanja i najrjeđe naseljene talijanska regija.
- Površina : 3.262 km² na 100 km dužine i 65 km širine
- 14 pobočnih dolina
- 400 jezera, 210 ledenjaka
- Nekoliko planinskih vrhova iznad 4000 m : Mont Blanc koji se nalazi u Francuskoj, Mont Rose, Cervin, Gran-Paradiso,  Tête du Ruitor (3559 m).

Dolina Aosta je alpska dolina, najveći vrh regije je Gran-Paradiso (francuski: Grand Paradis, koji je u nacionalnom parku Gran-Paradiso, osnovan 1922. Veliko je središte za zimske sportove.
U regiji postoji više od 1000 zaselaka i 100 dvoraca. Regija Valle d'Aosta je podjeljena na 74 općine.

### Popis općina
| - Allein - Antey-Saint-André - Aosta - Arnad - Arvier - Avise - Ayas - Aymavilles - Bard - Bionaz - Brissogne - Brusson - Challand-Saint-Anselme - Challand-Saint-Victor - Chambave - Chamois - Champdepraz - Champorcher - Charvensod - Châtillon - Cogne - Courmayeur - Donnas - Doues - Émarèse | - Étroubles - Fénis - Fontainemore - Gaby - Gignod - Gressan - Gressoney-La-Trinité - Gressoney-Saint-Jean - Hône - Introd - Issime - Issogne - Jovençan - La Magdeleine - La Salle - La Thuile - Lillianes - Montjovet - Morgex - Nus - Ollomont - Oyace - Perloz - Pollein - Pont-Saint-Martin | - Pontboset - Pontey - Pré-Saint-Didier - Quart - Rhêmes-Notre-Dame - Rhêmes-Saint-Georges - Roisan - Saint-Christophe - Saint-Denis - Saint-Marcel - Saint-Nicolas - Saint-Oyen - Saint-Pierre - Saint-Rhémy-en-Bosses - Saint-Vincent - Sarre - Torgnon - Valgrisenche - Valpelline - Valsavarenche - Valtournenche - Verrayes - Verrès - Villeneuve |

## Stanovništvo
Stanovnici regije sebe nazivaju "Valdôtains". Regija je dvojezična, francuski se koristi kao administrativni jezik, dok većina frankofonskog stanovništva govori arpitanski tj. Franco-Provençal. Taj se jezik prije široko koristio u ovom tzv. savojskom području, kao i u Juri i romanskom dijelu Švicarske. Danas je ovaj jezik poprilično ugrožen i Dolina Aoste ima najveći broj govornika ovog jezika. Lokalni dijalekt se naziva Valdôtain. Također u regiji postoji mali grad Gressoney čiji stanovnici govore jednim dijalektom njemačkog (Walser). 1900. godine, većini stanovništva regije (92%), francuski je bio materinji jezik. Za vrijeme Benita Mussolinija u regiji je provođena prisilna talijanizacija stanovništva, poslije rata se situacija ponešto popravlja. Danas se francoprovençalskim dijalektom služi većinom ruralno stanovništvo.

## Gospodarstvo
Glavne gospodarske aktivnosti ove regije su poljoprivreda i turizam. Među glavnim poljoprivrednim proizvodima su: sir, voće i vino. Od specifičnih oblika turizma, najizraženiji je seoski turizam.

### Hotelijerstvo
U Dolini se nalazi više od 500 manjih hotela s tri ili četiri zvjezdice, često u vlasništvu obitelji.
Otvoren 1947. godine, " Grand Hôtel Billia" u Saint-Vincentu sadrži jedan od najmodernijih casina u Europi (90 stolova za igre i 500 aparata), također sadrži i kongresni centar i kazalište gdje se održavaju brojni kulturni događaji, uključujući nagradu talijanske televizije za filmove.

### Termalni izvori
Termalni izvori u Dolini Aoste su ponovno otkriveni u 18. stoljeću (prije su bili poznati za vrijeme Rimljana). Za vrijeme trajanja Belle époque (1890-1914) privlačili su veliki broj posjetitelja.

## Vanjske poveznice
- Službena stranica Doline Aoste
- Regionalno vijeće
- Stranica o jezicima u Dolini Aoste  Arhivirana inačica izvorne stranice od 11. kolovoza 2007. (Wayback Machine)
- [neaktivna poveznica]
- Karta regije Valle d'Aosta  Arhivirana inačica izvorne stranice od 14. lipnja 2007. (Wayback Machine)
- "Particularism"  Arhivirana inačica izvorne stranice od 13. ožujka 2007. (Wayback Machine): Autonomija regije
- ItalianVisits.com: Valle D'Aosta